# Fusell Tipus 4
El Fusell Tipus 4, a vegades anomenat com a Fusell Tipus 5 (del japonès: 四式自動小銃, Yon-shiki jidousyoujyuu) era un fusell semi automàtic experimental japonès. Era una còpia del fusell americà M1 Garand, però amb un carregador intern de 10 bales, i calibrat per a disparar la munició japonesa de 7,7×58mm Arisaka. El fusell Garand, que utilitzava clips (pintes) en bloc, el Tipus 4 utilitzava un carregador intern, carregat amb dos clips (pintes) de 5 bales. El fusell, endemés, utilitzava les mires japoneses tangencials. El Tipus 4 havia estat desenvolupat junt a altres fusells semi automàtics experimentals. Encara que cap d'aquests fusells va entrar en servei abans del que finalitzés la Segona Guerra Mundial, d'aquest fusell se'n van produir prop de 250 unitats, al contrari que d'altres, que es van quedar en l'etapa de disseny i mai es van arribar a produir.. Van haver-hi alguns problemes amb mal-funcions de l'arma i de l'alimentació, el que va fer que el seu desenvolupament es retardés.

## Història
Durant la Segona Guerra Mundial, els soldats japonesos utilitzaven molt extensament els fusells de forrellat, i alguns subfusells. Durant el conflicte, els soldats japonesos van haver-se d'enfrontar-se principalment a les tropes americanes, les quals ja havien reemplaçat els seus fusells de forrellat per nous fusells semi automàtics. A la vegada, l'Alemanya Nazi i la Unió Soviètica ja estaven provant els seus propis prototips de fusells de repetició, els quals podien dotar d'un significant avantatge als seus soldats. Això, va fer que Japó comencés a buscar una solució al seu desavantatge militar de no posseir cap fusell de repetició. En comptes de dissenyar el seu propi fusell, els japonesos van decidir crear el seu nou fusell tenint com a base el fusell americà M1 Garand. Inicial-ment els japonesos van experimentar re calibrant els fusells M1 al calibre japonès 7,7 mm, que eren d'una dimensió similar a la bala americana de .30-06. Van trobar poc després que, encara que l'arma era capaç de disparar, carregar i donar cabuda a la munició de 7,7 mm, el sistema d'alimentació de clips en bloc, no funcionava amb aquest tipus de munició. Per això, els dissenyadors japonesps van analitzar l'enginyeris del fusell M1 Garand, i van reemplaçar el seu sistema de càrrega de clips, per un carregador fixe de 10 bales, carregat amb els clips estàndard de munició japonesa de 5 bales (com els del fusell Tipus 99).
Japó havia dissenyat prèviament fusells semi automàtics, però cap d'aquests va tindre gaire fama, o no va arribar als paràmetres estàndards exigits per l'Exèrcit Imperial Japonès. El disseny del Tipus 4 va començar en 1944, i la intenció de l'Exèrcit Japonès era introduir-lo a la producció massiva en 1945. Per culpa de la derrota japonesa en la Segona Guerra Mundial, la seva producció va cessar amb un total de 100 unitats produïdes, del total de 250 en producció al moment. Vint d'aquests fusells van ser capturats per els Aliats a l'Arsenal Naval de Yokosuka, a Honshū al final de la guerra.
Avui en dia, el Fusell Tipus 4 (també anomenat Garand Japonès) és molt estrany. Un exemple d'aquest fusell es pot trobar en el Museu Nacional d'Armes dels Estats Units d'Amèrica, en la secció de la Segona Guerra Mundial.

## Disseny
El disseny del fusell va començar en 1944, amb la intenció de crear una còpia del fusell semi automàtic Americà M1 Garand. El nou fusell japonès Tipus 4, disparava una munició de 7,7×58mm Arisaka des d'un carregador fixe de 10 bales, carregat per clips de 5 bales cadascun (el mateix tipus de clips utilitzats en el fusell Tipus 99), que sortien a una velocitat inicial de 840 mm/s. Disposava d'unes mires de ferro. El fusell pesava uns 4,097 kg, amb una llargada de 1073 mm, dels quals 590 eren del canó.Es van produir un total de 250 unitats, de les quals només 100 estaven llestes per a ser utilitzades.

## Variants
Segons algunes fonts japoneses, es diu que hi havia una variant per a la Marina Imperial Japonesa i un altre per a l'Exèrcit Imperial Japonès, a pesar de que no s'anomenin les diferències.

## En la cultura popular
- Apareix en el videojoc Battlefield, com a fusell Tipus 5. Es pot veure en algunes versions del joc com: Battlefield 1942, en la Battlefield 1943 i en algunes parts del Battlefield Bad Company 2.